# Herreys
Herreys – szwedzki zespół muzyczny, założony w 1984 roku przez braci Pera, Richarda oraz Louisa Herrey’ów.
W 1984 roku zespół wygrał finał szwedzkich eliminacji eurowizyjnych Melodifestivalen, zostając tym samym reprezentantem Szwecji podczas 29. Konkursu Piosenki Eurowizji z utworem „Diggi-Loo Diggi-Ley”. Wokaliści zdobyli łącznie 145 punktów, które zapewniło im zdobycie pierwszego miejsca w klasyfikacji końcowej. W trakcie występu mieli na sobie charakterystyczne złote buty, które stały się ich znakiem rozpoznawczym. Rok później wygrali Konkurs Sopot Festival 1985 z piosenką „Summer Party”. W 2002 roku pojawili się gościnnie w drugim półfinale Melodifestivalen, podczas którego zaśpiewali swój eurowizyjny przebój.
31 marca 2015 roku wystąpili jako jeden z gości muzycznych podczas specjalnego koncertu jubileuszowego Eurovision Song Contest’s Greatest Hits, przygotowanego przez brytyjską telewizję BBC z okazji 60-lecia istnienia Konkursu Piosenki Eurowizji. W trakcie widowiska zaprezentowali utwór „Diggi-loo, diggi-ley”.
Wystąpili na zakończenie drugiego półfinału Konkursu Piosenki Eurowizji 2024 w Malmö, zaśpiewali utwór „Diggi-loo, diggi-ley”

## Dyskografia
- 1984: Diggi-loo Diggi-ley
- 1985: Crazy People
- 1985: Not Funny
- 1986: Different I's
- 1987: Live in Tivoli
- 1994: Där vindarna möts
- 1995: Herreys Story
- 2002: Gyllene Hits
- 2010: The Greatest Hits